# الفجر (كتاب دميرتاش)
الفجر هو كتاب من تأليف صلاح الدين دميرتاش، وهو سياسي كردي من حزب الشعوب الديمقراطي (HDP) وكتبه أثناء وجوده في سجن النوع ف [الإنجليزية] في أدرنة. صُمم الغلاف من شقيقته بهار دميرتاش وأُصدر الكتاب في أيلول 2017. وتشير التقارير إلى أن النسخة التركية بيعت أكثر من 200 ألف نسخة.
يحتوي الكتاب على اثنتي عشرة قصة قصيرة في 144 صفحة ويُوصف بأنه موجه إلى الطبقة العاملة ومخصص لضحايا العنف من الإناث. كما أدرج دميرتاش أيضًا رسمين من صنعه في المجلد. طُوّرت القصص على مدى أشهر وكتابتها في الليل، قبل الفجر.
شُريَت حقوق الكتاب باللغة الإنجليزية من سارة جيسيكا باركر، التي نشرته تحت عنوان الفجر: قصص. أُصدر في 23 نيسان 2019، تحت بصمة باركر SJP لدار نشر هوغارث [الإنجليزية]. ترجمه إيمي ماري سبانجلر وكيت فيرجسون. وقد تُرجم إلى 8 لغات حتى الآن.
وفي ألمانيا ، حظي الكتاب بإشادة من المجتمع الألماني. وقد قرأ أجزاء منه الصحفي دينيز يوجيل، الذي كان مسجونًا سابقًا في تركيا، وجيم أوزديمير، وهو سياسي من حزب الخضر.

## الجوائز
- جائزة القلم الدولية "للترجمة" للكتاب في عام 2018.[10]

- جائزة مونتلوك للمقاومة والحرية من دار نشر إيمانويل كولا في عام 2017. وبما أن شخصين أرادا تسليم الجائزة شخصياً والحضور إلى تركيا، فإن السلطات التركية لم تسمح بدخول أحد المندوبين إلى تركيا. كما منعتهم السلطات من مقابلة محاميهم في مطار إسطنبول بحجة أن "المطار جديد"[11]